# Téléclès
Téléclès  (grec ancien : Τηλεκλῆς), né à Phocée et mort à Athènes en 167 av. J.-C., est un philosophe académicien, élève puis successeur de Lacydès. Membre du conseil de scholarques, il siège avec son compatriote Évandre. Ils sont investis de la fonction lors des dix dernières années de leur maître Lacydès qui s'était retiré vers 215 av. J.-C., l'aidant et l'assistant jusqu'à sa mort en 205 av. J.-C.   
Son œuvre et son enseignement sont totalement perdus, mais une longue liste d'obscurs disciples est transmise par Philodème.   
Évandre survécut à Téléclès et prit la tête de l'école à sa mort. Leur élève Hégésinos de Pergame leur succéda.  
Les témoignages le concernant ont été rassemblés dans H.J. Mette, Lustrum 27, 1985, p. 52.  